# Ottavio Lo Nigro
Ottavio Lo Nigro (Cava de' Tirreni, 19 settembre 1923 – Matera, 22 gennaio 2013) è stato un politico italiano.

## Biografia
Si trasferì con la famiglia a Matera all'età di 14 anni perché suo padre Ettore fu Questore della città dal 1937 fino al 1947.
Svolse la professione di avvocato, e fu attivo politicamente nelle file della Democrazia Cristiana, partito con il quale venne eletto nel consiglio comunale cittadino. Dal 25 dicembre 1960 al 25 gennaio 1965 fu sindaco di Matera, guidando la città negli anni della rivoluzione urbanistica che vide il trasferimento della popolazione dai Sassi ai nuovi quartieri.
Dal 1957 al 1965 è stato presidente dell'Ente Provinciale del Turismo della Provincia di Matera, e fu tra i fautori della nascita della città giardino di Metaponto Lido sulla costa jonica.